# Bairdstown (Ohio)
Bairdstown es una villa ubicada en el condado de Wood en el estado estadounidense de Ohio. En el Censo de 2010 tenía una población de 130 habitantes y una densidad poblacional de 185,9 personas por km².

## Geografía
Bairdstown se encuentra ubicada en las coordenadas 41°10′16″N 83°36′26″O / 41.17111, -83.60722. Según la Oficina del Censo de los Estados Unidos, Bairdstown tiene una superficie total de 0.7 km², de la cual 0.7 km² corresponden a tierra firme y (0%) 0 km² es agua.

## Demografía
Según el censo de 2010, había 130 personas residiendo en Bairdstown. La densidad de población era de 185,9 hab./km². De los 130 habitantes, Bairdstown estaba compuesto por el 93.85% blancos, el 0% eran afroamericanos, el 0% eran amerindios, el 0% eran asiáticos, el 0% eran isleños del Pacífico, el 0% eran de otras razas y el 6.15% pertenecían a dos o más razas. Del total de la población el 3.85% eran hispanos o latinos de cualquier raza.